# Олексій Бриєнній Комнін
Олексій Бриєнній Комнін (* Αλέξιος Βρυέννιος Κομνηνός, бл. 1102 — 1162/1167) — державний та військовий діяч Візантійської імперії.

## Життєпис
Походив зі знатного роду Бриєнніїв. Старший син цезаря Никифора Бриєннія Молодшого та Анни Комніни (доньки імператора Олексія I). Народився близько 1102 року в Константинополі. Здобув блискучу освіту під орудою батьків.
Розпочав державну службу в палаці в 1120-х роках. У 1133—1135 роках брав участь у військових кампаніях проти Румського султанату. 1137 році був учасників походу до Кілікії та Антіохійського князівства. Потім ймовірно дістав призначення дукою Фессалонік.
Близько 1155 року призначається мегадукою (великим дуксом), тобто командувачем усього візантійського флоту. Спочатку організував захист узбережжя Егейського моря, на міста якого нападали норманські пірати з Італії. У 1156 році призначається стратегом фем Пелопоннес та Еллада. Тут багато зробив для відновлення міст, зокрема Афін, Фів, Коринфу після нападу норманів. Відзначився справедливістю й милосердям.
На початку 1157 року після загибелі Михайла Палеолога на півдні Італії з новим військом рушив проти Вільгельма I, короля Сицилії. Але зазнав поразки біля о. Евбеї. Потім зазнав невдач біля Сицилії та міста Бріндізі в Італії, де потрапив у полон разом з Іоанном Дукою Каматиром. За умовами миру, укладеного того ж року, отримав волю. Повернувся до Константинополя у 1158 році.
У 1161 році очолював посольство до Антіохії, де було остаточно домовлено про шлюб між імператором Мануїлом I й Марією Антіохійською. До самої смерті, що настала між 1162 та 1167 роками, багато зусиль приділяв для відродження й посилення візантійського флоту. Було створено багато галер, транспортних суден. На посаді йому спадкував Андронік Контостефан.

## Родина
Дружина — Кате (Катай), донька Давида IV Багратіоні, царя Грузії
Діти:
- Давид, дука Фессалонік, бл. 1181—1185 роках
- Андронік (1137—1201/1202), дука Фессалонік у 1186—1192 роках